# Saejeol (métro de Séoul)
Saejeol est une station sur la ligne 6 du métro de Séoul, dans l'arrondissement d'Eunpyeong-gu et a été mise en service le 15 décembre 2000. Cette station devait originellement se nommer Sinsa, mais le nom a changé au vu des possibles confusions avec la station Sinsa à Gangnam sur la ligne 3.

## Services aux voyageurs

### Accès et accueil
Elle dispose d'accès à proximité de L'office de poste de Eungnam, du Collège de Yeonseo et de lécole élémentaire de Sinsa.